# HMS Raider (H15)
HMS Raider (H15) là một tàu khu trục lớp R của Hải quân Hoàng gia Anh Quốc trong Chiến tranh Thế giới thứ hai. Ngừng hoạt động sau khi chiến tranh kết thúc năm 1947, nó được bán cho Ấn Độ năm 1948 và tiếp tục phục vụ cùng Hải quân Ấn Độ như là chiếc INS Rana (D115) cho đến năm 1976, và bị tháo dỡ vào năm 1979.

## Thiết kế và chế tạo
Được đặt hàng vào ngày 2 tháng 4 năm 1940 như một phần của Chương trình Khẩn cấp Chiến tranh thuộc Chi hạm đội Khẩn cấp 4, Raider được đặt lườn bởi xưởng tàu của hãng Cammell Laird & Company và được hạ thủy vào ngày 1 tháng 4 năm 1942. Con tàu được cộng đồng cư dân Romford đỡ đầu trong cuộc vận động gây quỹ Tuần lễ Tàu chiến; đơn vị Thiếu sinh Hải quân của địa phương được đổi tên thành T S Raider.

## Lịch sử hoạt động
Raider đã phục vụ cho đến khi chiến tranh kết thúc. Nó được đưa về lực lượng dự bị tại Devonport vào tháng 1 năm 1946, nhưng lại được cho nhập biên chế trở lại vào ngày 6 tháng 5 năm đó để phục vụ tại Địa Trung Hải. Chiếc tàu khu trục được bố trí vai trò canh phòng máy bay cho các tàu sân bay cũng như tham gia các cuộc tập trận hạm đội. Nó quay trở về Anh vào tháng 8 năm 1947 và lại được đưa về lực lượng dự bị.
Raider được bán cho Ấn Độ vào năm 1948, và chính thức nhập biên chế cùng Hải quân Ấn Độ năm 1949 như là chiếc INS Rana (D115). Nó được cho xuất biên chế năm 1976, và bị tháo dỡ vào năm 1979.